# Eastend
Eastend is een plaats (town) in de Canadese provincie Saskatchewan en telt 576 inwoners (2001).